# Paul Arndt (Politiker)
Paul Friedrich Arndt (* 28. Juni 1884 in Zachasberg; † 17. Oktober 1964 in Kassel) war ein deutscher Politiker (USPD).

## Leben
Arndt war der Sohn des August Arndt und dessen Ehefrau Wilhelmine geborene Radtke. Er heiratete am 1. Dezember 1906 in Kassel Wilhelmine Färber.
Er war Fabrikarbeiter in Helsen, ab 1925 in Kassel. Von März 1923 bis zum 4. März 1925 gehörte er für die USPD der Waldecker Landesvertretung an. Nachrücker im Parlament wurde Jakob Hesse.